# Trill OG: The Epilogue
Trill OG: The Epilogue è il quarto album in studio del rapper Bun B, già membro del gruppo UGK. Il disco è uscito nel 2013.

## Tracce
1. The Best Is Back – 3:33
2. Cake (feat. Big K.R.I.T., Lil Boosie & Pimp C) – 3:58
3. Fire (feat. Rick Ross, 2 Chainz & Serani) – 3:48
4. No Competition (feat. Raekwon & Kobe) – 3:54
5. Don't Play With Me (feat. Pimp C) – 3:56
6. Gladiator – 5:00
7. Eagles – 4:12
8. Stop Playin' (feat. Royce da 5'9" & Redman) – 3:44 – Mr. Inkredible
9. Triller (feat. Kirko Bangz) – 3:34
10. Off Top (feat. Max Frost) – 3:08
11. Dippin' & Swervin' – 3:46
12. On One (feat. Gator Main & Devin the Dude) – 4:03
13. The Legendary DJ Screw (feat. E.S.G., C-Note, Lil' O, Trae tha Truth, Z-Ro & Big Hawk) – 3:50
14. Bye! – 4:30